# Urocoras nicomedis
Espèce
Synonymes
- Coelotes nicomedis Brignoli, 1978

Urocoras nicomedis est une espèce d'araignées aranéomorphes de la famille des Agelenidae.

## Distribution
Cette espèce est endémique de la province de Bolu en Turquie,.

## Description
La femelle holotype mesure 9,43 mm.

## Étymologie
Cette espèce est nommée en l'honneur de Nicomède, des rois de Bithynie.

## Publication originale
- Brignoli, 1978 : Ragni di Turchia V. Specie nuove o interessanti, cavernicole ed epigee, di varie famiglie (Araneae). Revue Suisse de Zoologie, vol. 85, p. 461-541 (texte intégral).